# George H. Lutz
George H. Lutz (1877 – 1957) var amerikansk astronom og teleskopbygger.
Lutz deltog i den tidlige fase med til udviklingen af Ritchey-Chrétien-teleskop, men er næsten ingen steder krediteret derfor.